# Академија васпитачко-медицинских струковних студија - Одсек Алексинац
Академија васпитачко-медицинских струковних студија - Одсек Алексинац је најстарија високошколска установа у овом делу Србије.

## Историјат
Висока школа за васпитаче струковних студија у Алексинцу, наставља традицију Краљевске српске учитељске школе која је основана давне 1871. године, а 1896. године премештена из Београда у Алексинац указом краља Александра Обреновића. Током дугог низа година, школа је мењала називе да би 1972. године, као и остале учитељске школе, постала Педагошка академија у Алексинцу. У складу са новим Законом, школа 1993. године мења назив у Виша школа за образовање васпитача, а од 2007. године постаје Висока школа за васпитаче струковних студија. Ова година обележава и почетак реализације наставних програма у складу са Болоњском декларацијом, као и добијање акредитације од стране Комисије за акредитацију и проверу квалитета Министарства просвете Републике Србије.
Према новом Закону о високом образовању који је донет 2018. године предвиђено је постојање академија струковних студија као високошколских установа које обављају делатност високог образовања. Привредни суд у Краљеву доноси Решење 26. септембра 2019. године којом се Висока школа за васпитаче струковних студија Алексинац брише услед статусне промене која подразумева спајања Високе школе струковних студија за васпитаче Крушевац, Високе медицинске школе струковних студија Ћуприја и Високе школе за васпитаче струковних студија Алексинац, а по основу Одлуке Владе којом је основана Академија васпитачко-медицинских струковних студија.
На овај начин је Висока школа за васпитаче струковних студија Алексинац престала да постоји као независни субјект и постала је одељење новоформиране Академије. У суштини је овим одлукама након 148 година од оснивања учитељска школа престала да постоји као независни субјект и постала је одсек новоосноване вискошколске установе.

## Основне и специјалистичке студије
Школа организује основне струковне и специјалистичке струковне студије које трају три школске године (180 ЕСПБ), након чега свршени студенти стичу звање струковног васпитача.
Специјалистичке студије трају једну школску годину (60 ЕСПБ) и одвијају се на програму Специјалиста за припремни предшколски програм
Висока школа за васпитаче струковних студија у Алексинцу организатор је међународне конференције „Васпитач у XXI веку”, а радови представљени на конференцији објављују се у зборнику „Наше стварање“.
Школа је такође покровитељ међународног часописа International Journal of Cognitive Research in Science, Engineering and Education (IJCRSEE).
Поред тога што има добру сарадњу са сродним високошколским установама у земљи и иностранству, предшколским установама и локалном заједницом, Висока школа за васпитаче струковних студија у Алексинцу редовно организује културно-уметничке програме, промоције књига и изложбе студентских радова.